# رود بلایا
رود بلایا (به لاتین: Belaya) یک رود در روسیه است که در استان ایرکوتسک واقع شده‌است.